# Adelphocoridea
Adelphocoridea is een geslacht van wantsen uit de familie van de Miridae (Blindwantsen). Het geslacht werd voor het eerst wetenschappelijk beschreven door Bertil Robert Poppius in 1912.

## Soorten
Het genus bevat de volgende soorten:

- Adelphocoridea brunnea Poppius, 1912
- Adelphocoridea elongata Poppius, 1912
- Adelphocoridea laevigata Poppius, 1912